# Philadelphia Atoms
Los Philadelphia Atoms fueron un club de fútbol de Estados Unidos de la ciudad de Filadelfia, Pensilvania. Fue fundado en 1973 y jugaban en la North American Soccer League desde 1973 a 1976. En 1973 ganaron el campeonato de la NASL por 2-0 ante Dallas Tornado.

## Historia
El Philadelphia Atoms fue fundado en el año 1973 por Thomas McCloskey. El equipo debutó en la North American Soccer League en dicho año el 5 de mayo ante Saint Louis Stars, que cayeron por 1:0 Hizo un buen año y terminó ganando el campeonato de la NASL ante Dallas Tornado por 2 a 0. En 1976, el club desapareció y dos años después surgió el sucesor de Philadelphia Fury en 1978.

## Temporadas del club
| Temporada | PJ | PG | PE | PP | GF | GC | DIF | PTS | Posición             | Postemporada |
| --------- | -- | -- | -- | -- | -- | -- | --- | --- | -------------------- | ------------ |
| 1973      | 19 | 9  | 8  | 2  | 29 | 14 | +15 | 104 | 1º División del Este | Campeón      |
| 1974      | 20 | 8  | 1  | 11 | 25 | 25 | 0   | 74  | 3º División del Este | -            |
| 1975      | 22 | 10 | 0  | 12 | 33 | 42 | -9  | 90  | 4º División del Este | -            |
| 1976      | 24 | 8  | 0  | 16 | 32 | 49 | -17 | 80  | 4º División del Este | -            |

PJ = Partidos Jugados; PG = Partidos Ganados; PE = Partidos Empatados; PP = Partidos Perdidos; GF = Goles a Favor; GC = Goles en Contra; PTS = Puntos

## Jugadores notables
| - George O'Neill (1973-1976) - Salvador Navarro (1976) - Pedro Herrada (1976) - Juan Manuel Olague (1976) - Carlos Calderón (1976) | - John Cummings (1975) - Bob Rigby (1973–75) - Charles Duccilli (1973-1974) - Bobby Smith (1973–75) - Bill Straub (1974–76) |

## Entrenadores

### Cronología de los entrenadores
- Al Miller (1973-1975)
- Jesús Ponce Labastida (1976)

## Palmarés

### Torneos nacionales
- North American Soccer League (1): 1973.
- Títulos de división:
- División del este (1): 1973.